# Риччи, Руджеро
Руджеро Риччи (англ. Ruggiero Ricci; 24 июля 1918, Сан-Бруно — 6 августа 2012) — американский скрипач.

## Биография
Руджеро Риччи родился 24 июля 1918 года в Сан-Бруно, Калифорния, в семье итальянских иммигрантов. Его брат Джордж Риччи (1923—2010) стал виолончелистом, его сестра Эмма играла на скрипке в Метрополитен-опера. Играть на скрипке учился у отца. В возрасте семи лет, Ричи начал обучение у Луиса Персинджера и Элизабет Лакей. Персинджер станет его аккомпаниатором на рояле на многих концертах и записях.

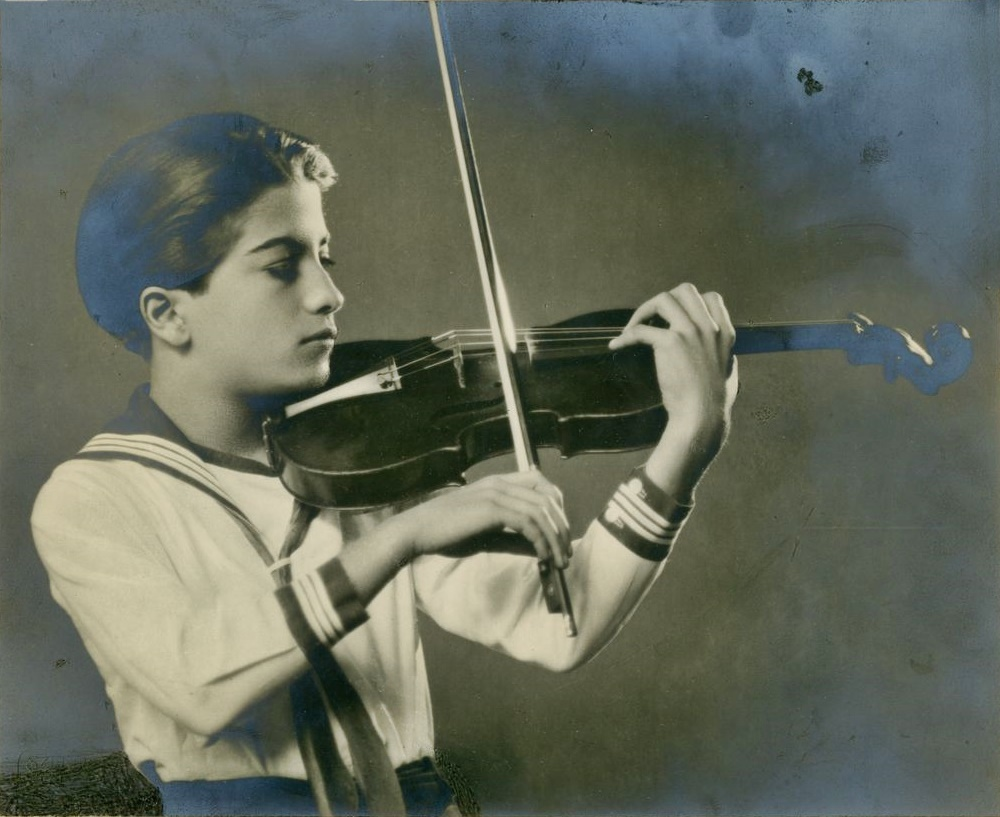
Руджеро Риччи (1932)

Риччи дал своё первое публичное выступление в 1928 году в возрасте 10 лет в Сан-Франциско, где он играл произведения Генрика Венявского и Анри Вьетана. Он получил репутацию вундеркинда. В возрасте 11 лет, он впервые выступил в сопровождении оркестра, играя концерт Мендельсона, и вскоре после этого у него был очень успешный дебют в Карнеги-Холле.
В 1930 Риччи учился в Берлине у Георга Куленкампфа, где он изучал «немецкий стиль».
Служил в армии США с 1942 до 1945 года.
В 1947 году Риччи был первым скрипачом, записавшим все сочинения Паганини, в их первоначальном виде.
За 70-летнюю сольную карьеру дал более 6000 концертов в 65 странах мира. Неоднократно гастролировал в СССР (с 1957). Преподавал игру на скрипке в Университете Индианы, Джульярдской школе и Мичиганском университете. Он также преподавал в Университете Моцартеум в Зальцбурге, Австрия.
6 августа 2012 года Руджеро Риччи умер от сердечной недостаточности в возрасте 94 лет.